# 乔·布拉德利
约瑟夫·L·布拉德利（英語：Joseph L. Bradley，1928年9月24日—1987年6月5日），美国NBA联盟前职业篮球运动员。